# Algophagidae
Algophagidae (лат.) — семейство клещей (Hemisarcoptoidea) из отряда Astigmata. Около 20 видов отмечены в Европе, Северной и Южной Америке и на островах Антарктики.

## Описание
Мелкие клещи, длина самок от 525 до 800 мкм. Между ногами I и II имеют склеротизированную мелкопунктированную полосу, напоминающей воздушную камеру. Эти своеобразные клещи являются водными: различные виды обитают в потоках сока на деревьях (Hericia, Fusohericia), в заполненных водой отверстиях деревьев (Lamingtonacarus), реках и озёрах (Algophagopsis) или других водных или субаквальных местообитаниях на высоте до 100 м (Anderson & Krantz, 1993). Виды Algophagus и Neohyadesia в целом ограничены субантарктическими островами. Они обитают от прибрежных солоноватых водоёмов до внутренних почв, покрытых кистевидной травой, где питаются преимущественно водорослями (Goddard 1982; Marshall, OConnor & Pugh, 2003). Генитальные сосочки у Algophagidae сильно редуцированы, но для семейства характерны уникально развитые пазушные органы между ногами I—II.
Обитающие в соке, стекающем из растений таксоны альгофагид подсемейства Hericiinae образуют дейтонимфы для рассеивания на жуках из семейств Nitidulidae, Nosodendridae и на бабочках (Lepidoptera). Известно, что альгофагины Lamingtonacarus oreillyorum образуют дейтонимфы, но они не были собраны ни с одного насекомого-хозяина.

## Систематика
9 родов, около 20 видов. Таксон был выделен в 1974 году первоначально в качестве подсемейства Algophaginae Fain, 1974 в составе Hyadesiidae, а позднее (Fain, 1981) возведён в ранг отдельного семейства Algophagidae.
Филогенетический анализ группы, предложенный OConnor и Moser (1985), выявил, что Algophagidae в качестве сестринской группы имеют Carpoglyphidae, а Hemisarcoptidae и Winterschmidtiidae — как более отдалённые аутгруппы. Семейство Hyadesiidae, которое считалось близкородственным, оказалось экологически конвергентным, но филогенетически лишь отдалённо родственным.
- Algophaginae Fain, 1974
  - Algophagopsis Fain et Johnston, 1975 — 1 вид[10]
  - Algophagus Hughes, 1955) — 6 видов[11][12]
  - Lamingtonacarus Fashing, OConnor et Kitching, 2000 — 2 вида
  - Neohyadesia Hughes et Goodman, 1969 — 3 вида[13]
  - Terraphagus Clark et Andrews, 2012 — 1 вид[14]
  - Thalassophagacarus J. de la Cruz et Socarras, 1992 — 1 вид[15]
- Hericiinae OConnor et Moser, 1985[9]
  - Fusohericia Vitzthum, 1931 — 3 вида[16]
  - Hericia G. Canestrini, 1888 — 6 видов[17]
  - Prohericia OConnor et Moser, 1985 — 1 вид[9]

## Распространение
Встречаются в Европе, Северной и Южной Америке и на островах Антарктики.